# John Davis Long
John Davis Long, född 27 oktober 1838 i Buckfield, Maine, död 28 augusti 1915 i Hingham, Massachusetts, var en amerikansk republikansk politiker. Han var Massachusetts viceguvernör 1879–1880, guvernör 1880–1883, ledamot av USA:s representanthus 1883–1889 samt USA:s marinminister 1897–1902.
Long utexaminerades 1857 från Harvard University och studerade därefter juridik. År 1861 inledde han sin karriär som advokat. Long efterträdde 1879 Horatio G. Knight som viceguvernör och efterträddes 1880 av Byron Weston. Därefter efterträdde han Thomas Talbot som guvernör och efterträddes 1883 i det ämbetet av Benjamin Franklin Butler. Efter tiden som guvernör efterträdde han Benjamin W. Harris som kongressledamot och efterträddes 1889 av Elijah A. Morse.
President William McKinley utnämnde 1897 Long till marinminister. Spansk-amerikanska kriget utkämpades 1898 under Longs tid som minister och senare kom han att skriva artiklar och böcker om det skedda. Long avgick 1902 som minister men fortsatte att vara aktiv samhällsdebattör. Long förespråkade avskaffandet av dödsstraff.
Long avled 1915 och gravsattes i Hingham.